# 퍼스트 러브 (1939년 영화)
퍼스트 러브(First Love)는 미국에서 제작된 헨리 코스터 감독, 디애나 더빈 출연의 1939년 뮤지컬 영화이다. 동화 신데렐라에 기반을 둔 이 영화는 한 고아에 관한 이야기를 다루고 있다. 미술은 잭 오터슨이 맡았고, 의상은 베라 웨스트가 맡았다.

## 출연

### 주연
- 디나 더빈
- 로버트 스택

### 조연
- 유진 팔렛
- 캐슬린 하워드
- 터스톤 홀
- 마르시아 메이 존스
- 사무엘 S. 힌즈
- 도리스 로이드
- 찰스 콜맨
- 잭 멀홀
- 매리 트린
- 레어트리스 조이
- 프랭크 젠크스
- 도로시 본